# NGC 4647
NGC 4647 este o galaxie spirală barată situată în constelația Fecioara. A fost descoperită în 15 martie 1784 de către William Herschel. Se află la o distanță de 16,29 megaparseci de Pământ.